# Dipropus laticollis
Dipropus laticollis – gatunek chrząszcza z rodziny sprężykowatych i podrodziny Elaterinae.
Chrząszcz ten osiąga 14-17 mm długości.
Jest to chrząszcz o zabarwieniu czerwonobrązowym o jaśniejszych od reszty ciała czułkach i odnóżach. Porastają go włoski bardzo długie, szczeciniaste, ale rzadkie.
Cechuje się on łódkowatym, szerszym, niż dłuższym czołem, którego przedni brzeg jest zaokrąglony. Pokrywa je szorstka i gęsta punktuacja. Czułki wykazują niewielkie ząbkowanie, w czym nie występuje dymorfizm płciowy. Tworzy je 11 segmentów. Podstawa jest węższa od oka. Drugi segment ma kształt okrągły, a trzeci jest trójkątny i wydłużony, nie dorównuje jednak długością kolejnemu. Ostatni jest zaostrzony u czubka. Górną wargę o kształcie półeliptycznym porastają długie szczecinki.
Pokrywy skrzydeł są wypukłe. Skrzydła zwężają się ku końcom. Samiec posiada edeagus. Pokładełko samicy jest wyposażone w stylus, torebka kopulacyjna nie posiada kolców.
Golenie noszą długie ostrogi, poniżej których znajdują się trzy tarsomery o kształcie blaszkowatym. Tarczka jest wydłużona.
Ten południowoamerykański chrząszcz żyje w Brazylii.